# Osoba godine (Time)
Osoba godine (engl., "Time Person of the Year") bira se od 1927. svake godine u izdanju američkog časopisa Time. Time proglašava muškarca, ženu, organizaciju, skupinu ili sl., koje smatra najutjecajnijima te godine.

## Osoba godine

### 1920-e
- 1927. Charles Lindbergh
- 1928. Walter Chrysler
- 1929. Owen Young

### 1930-e
- 1930. Mohandas Gandhi
- 1931. Pierre Laval
- 1932. Franklin D. Roosevelt
- 1933. Hugh S. Johnson
- 1934. Franklin D. Roosevelt
- 1935. Haile Selassie
- 1936. Wallis Simpson
- 1937. Čang Kaj-šek, Song Meiling
- 1938. Adolf Hitler
- 1939. Josif Staljin

### 1940-e
- 1940. Winston Churchill
- 1941. Franklin D. Roosevelt
- 1942. Josif Staljin
- 1943. George Marshall
- 1944. Dwight D. Eisenhower
- 1945. Harry S. Truman
- 1946. James F. Byrnes
- 1947. George Marshall
- 1948. Harry S. Truman
- 1949. Winston Churchill

### 1950-e
- 1950. Američki vojnici
- 1951. Muhamed Mosadek
- 1952. Elizabeta II.
- 1953. Konrad Adenauer
- 1954. John Foster Dulles
- 1955. Harlow H. Curtice
- 1956. Mađarski rodoljubi
- 1957. Nikita Hruščov
- 1958. Charles de Gaulle
- 1959. Dwight D. Eisenhower

### 1960-e
- 1960. Američki znanstvenici
- 1961. John F. Kennedy
- 1962. papa Ivan XXIII.
- 1963. Martin Luther King, Jr.
- 1964. Lyndon Johnson
- 1965. William C. Westmoreland
- 1966. Uzrast 25-o godišnjaka i mlađi
- 1967. Lyndon Johnson
- 1968. Frank Borman, Jim Lovell, William Anders
- 1969. Prosječan američki građanin

### 1970-e
- 1970. Willy Brandt
- 1971. Richard Nixon
- 1972. Richard Nixon, Henry Kissinger
- 1973. Sudac John Sirica
- 1974. Kralj Saudijske Arabije, Faisal bin Abdul Aziz
- 1975. Američke žene
- 1976. Jimmy Carter
- 1977. Anvar el-Sadat
- 1978. Deng Xiaoping
- 1979. Ruholah Homeini

### 1980-e
- 1980. Ronald Reagan
- 1981. Lech Wałęsa
- 1982. Računalo
- 1983. Ronald Reagan, Jurij Andropov
- 1984. Peter Ueberroth
- 1985. Deng Xiaoping
- 1986. Corazon Aquino
- 1987. Mihail Gorbačov
- 1988. Ugroženi planet Zemlja
- 1989. Mihail Gorbačov

### 1990-e
- 1990. "The Two George Bushes", portretira tadašnjeg predsjednika SAD-a, kao uspješnog vođu vanjske politike, ali izgubljenog u unutarnjoj politici
- 1991. Ted Turner
- 1992. Bill Clinton
- 1993. F.W. de Klerk, Nelson Mandela, Jaser Arafat, Yitzhak Rabin
- 1994. papa Ivan Pavao II.
- 1995. Newt Gingrich
- 1996. David Ho
- 1997. Andrew Grove
- 1998. Bill Clinton, Kenneth Starr
- 1999. Jeff Bezos

### 2000-e
- 2000. George W. Bush
- 2001. Rudolph Giuliani
- 2002. Coleen Rowley, Cynthia Cooper, Sherron Watkins
- 2003. Američka vojska
- 2004. George W. Bush
- 2005. Bill Gates, Melinda Gates i Bono
- 2006. Ti, suradnici mrežnih stranica, npr. Wikipedije, Youtubea i Myspacea.[1]
- 2007. Vladimir Putin
- 2008. Barack Obama
- 2009. Ben Bernanke

### 2010-e
- 2010. Mark Zuckerberg
- 2011. Prosvjednici[2]
- 2012. Barack Obama[3]
- 2013. papa Franjo
- 2014. Borci protiv Ebola virusa[4]
- 2015. Angela Merkel
- 2016. Donald Trump
- 2017. The Silence Breakers - osobe koje su se izjasnile protiv seksualnih zlostavljanja i uznemiravanja
- 2018. The Guardians - novinari koji su se suočili s progonom, uhićenjem ili ubojstvom zbog svojih izvještaja.
- 2019. Greta Thunberg

### 2020-e
- 2020. Kamala Harris
- 2021. Elon Musk
- 2022. Volodimir Zelenski i duh Ukrajine
- 2023. Taylor Swift

## Vanjske poveznice
- Time: Person of the Year  Arhivirana inačica izvorne stranice od 10. prosinca 2013. (Wayback Machine)